# 6987 Onioshidashi
6987 Onioshidashi (1994 WZ) là một tiểu hành tinh vành đai chính được phát hiện ngày 25 tháng 11 năm 1994 bởi T. Kobayashi ở Oizumi.